# Helmut Lotti
 Denne artikel bør gennemlæses af en person med fagkendskab for at sikre den faglige korrekthed.

Helmut Lotti (født Helmut Lotigiers i Sint-Amandsberg 22. oktober 1969 kl. 04.00) er en belgisk sanger (tenor).
Han er søn af Luc Lotigiers og Rita Lagrou og har 2 brødre med navnene Johan og Kurt, samt to halvbrødre med navnene James og Anthony.
Den 19. juni 1990 blev Helmut Lotti gift med Kimberly Grosman, og de fik den 22. oktober samme år datteren Messalina. Helmut Lotti og Kimberly Grosman blev separeret i januar 1998 og skilt i 1999. Helmut giftede sig d. 16. februar 2001 med Carol Jane Poe. 
Helmut bor i Merelbeke, tæt ved Gent, Østflandern. Her byggede han sit eget hus. Af uddannelse er Helmut Lotti 2. grads sproglig sekretær inden for teknik og computerteknologi.
Helmut Lotti er meget inspireret af de store Crooners fra 1950'erne, særligt Elvis Presley, som han begyndte sin karriere med at imitere i 1989 under manager Roland Beinaert.